# Traiano Domenico Roero
Traiano Domenico Roero, conte di Guarene, signore di Castagnito, Piobesi e Vezza (Torino, 4 agosto 1767 – Piobesi d'Alba, 10 agosto 1837), è stato un nobile italiano, sindaco di Torino nel 1823.

## Biografia
Figlio di Teodoro Giuseppe (morto nel 1801) e di Teresa Caresana di Carisio, sposò Maria Giuseppina Gabriella Arborio Gattinara di Breme (morta nel 1806), da cui ebbe sette figli.
Nel 1811 acquistò da Clemente Damiani, conte di Priocca, il terreno del castello di Piobesi d'Alba, già allora in rovina.
Fu sindaco nel 1823, con Giuseppe Gaetano Rignon, primo gentiluomo di camera e grande di corte.
Proprietario del Palazzo Roero di Guarene in piazza Carlo Emanuele II, che era stato ristrutturato dal bisnonno Carlo Giacinto, nel 1825 lo vendette a Luigi Coardi (che a sua volta lo venderà nel 1844 al marchese Tancredi Ferrero d'Ormea).